# Olympische Sommerspiele 2004/Leichtathletik – Kugelstoßen (Frauen)

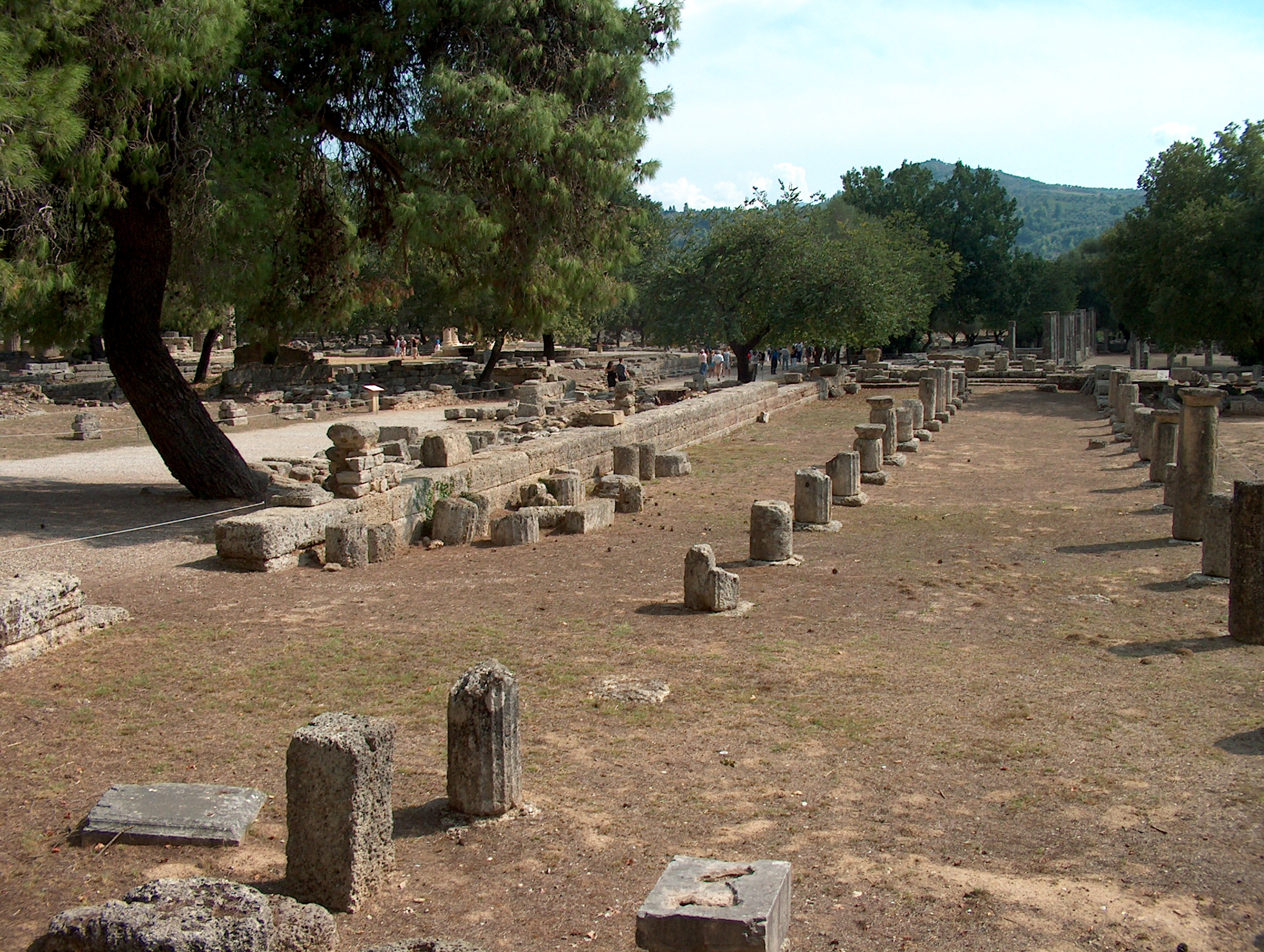
Gelände des antiken Athener Olympiastadions im Jahr 2006

Das Kugelstoßen der Frauen bei den Olympischen Spielen 2004 in Athen wurde am 18. August 2004 im antiken Stadion von Olympia durchgeführt. 38 Athletinnen nahmen teil.
Olympiasiegerin wurde die Kubanerin Yumileidi Cumbá. Silber gewann die Deutsche Nadine Kleinert. Eine Bronzemedaille wurde aufgrund der besonderen Dopingproblematik nicht vergeben.
Mit Astrid Kumbernuss und Nadine Beckel gingen neben Kleinert zwei weitere deutsche Teilnehmerinnen an den Start. Sowohl Kumbernuss als auch Beckel schieden in der Qualifikation aus.

Athletinnen aus der Schweiz, Österreich und Liechtenstein waren nicht unter den Teilnehmerinnen.

## Aktuelle Titelträgerinnen
| Olympiasiegerin 2000                      | Janina Karoltschyk ( Belarus)    | 20,56 m | Sydney 2000        |
| Weltmeisterin 2003                        | Swetlana Kriweljowa ( Russland)  | 20,63 m | Paris 2003         |
| Europameisterin 2002                      | Irina Korschanenko ( Russland)   | 20,64 m | München 2002       |
| Panamerikanische Meisterin 2003           | Yumileidi Cumbá ( Kuba)          | 19,31 m | Santo Domingo 2003 |
| Zentralamerika und Karibik-Meisterin 2003 | Misleydis González ( Kuba)       | 18,09 m | St. George’s 2003  |
| Südamerika-Meister 2003                   | Elisângela Adriano ( Brasilien)  | 18,34 m | Barquisimeto 2003  |
| Asienmeisterin 2003                       | Li Meiju ( Volksrepublik China)  | 18,45 m | Manila 2003        |
| Afrikameisterin 2004                      | Wafaa Ismail Baghdadi ( Ägypten) | 15,53 m | Brazzaville 2004   |
| Ozeanienmeisterin 2002                    | ʻAna Poʻuhila ( Tonga)           | 15,66 m | Christchurch 2002  |

## Rekorde

### Bestehende Rekorde
| Weltrekord         | 22,63 m | Natalja Lissowskaja ( Sowjetunion) | Moskau, Sowjetunion (heute Russland)           | 7. Juni 1987  |
| Olympischer Rekord | 22,41 m | Ilona Slupianek ( DDR)             | Finale OS Moskau, Sowjetunion (heute Russland) | 24. Juli 1980 |

Der bestehende olympische Rekord wurde bei diesen Spielen nicht erreicht. Der weiteste Stoß gelang der später viertplatzierten Nadseja Astaptschuk aus Belarus mit 19,69 m in ihrem ersten Versuch in der Qualifikation am 18. August. Damit blieb sie 2,72 m unter dem Olympia- und 2,94 m unter dem Weltrekord.

### Rekordverbesserung
Es wurde ein neuer Landesrekord aufgestellt:

18,90 m – Cleopatra Borel (Trinidad und Tobago), dritter Versuch in der Qualifikation am 18. August

## Doping
Das Kugelstoßen der Frauen wurde von gleich drei Dopingfällen überschattet.
- Irina Korschanenko, Russland – Ihr wurde im Anschluss an ihren Wettkampf die Einnahme des verbotenen Mittels Stanozolol nachgewiesen, was ihre Disqualifikation und Aberkennung der Goldmedaille zur Folge hatte.[6]
- Swetlana Kriweljowa, Russland – Am 5. Dezember 2012 wurde der zunächst neuen russischen Bronzemedaillengewinnerin die Medaille ebenfalls wegen Dopings aberkannt.[7]
- Olga Shukina Usbekistan – Die hier in Athen nicht über die Qualifikation hinausgekommene Athletin war bei einer Trainingskontrolle kurz vor den Spielen positiv auf Clenbuterol getestet worden, was jedoch erst nach den Spielen von Athen offiziell wurde. Ihr Resultat wurde annulliert und sie wurde vom Weltverband IAAF für zwei Jahre gesperrt.[8]

Darüber hinaus gab es zwei Kugelstoßerinnen, die aufgrund von dopingbedingten Sperren gar nicht erst bei diesen Spielen antreten durften:
- Wita Pawlysch, Ukraine[9]
- Janina Karoltschyk Belarus, Olympiasiegerin von 2000 und Weltmeisterin von 2001[10]

Leidtragende der Dopingbetrügereien waren in erster Linie folgende fünf Athletinnen:
- Yumileidi Cumbá, Kuba – Sie wurde erst verspätet als Olympiasiegerin anerkannt.
- Valerie Adams, Neuseeland – Ihr hätten als im Finale siebtplatzierte Wettbewerberin drei weitere Versuche zugestanden.
- Li Meiju, Volksrepublik China – Auch ihr wurden als im Finale achtplatzierte Athletin drei weitere zustehende Stöße genommen.
- Kalliopi Ouzouni, Griechenland – Sie hätte über ihre Platzierung am Finale teilnehmen können.
- Olga Rjabinkina, Russland – Auch ihr wurde als nach der Qualifikation zwölftplatzierter Athletin die Möglichkeit der Teilnahme am Finale genommen.

## Legende
Kurze Übersicht zur Bedeutung der Symbolik – so üblicherweise auch in sonstigen Veröffentlichungen verwendet:
| – | verzichtet |
| x | ungültig   |

Anmerkungen:
- Alle Zeitangaben sind auf Ortszeit Athen (UTC+2) bezogen.
- Alle Weiten sind in Metern (m) angegeben.

## Qualifikation
18. August 2004, 8:30 Uhr
Die Qualifikation wurde in zwei Gruppen durchgeführt. Neun Wettbewerberinnen (hellblau unterlegt) übertrafen die Qualifikationsweite für den direkten Finaleinzug von 18,50 m. Damit war die Mindestanzahl von zwölf Finalteilnehmerinnen nicht erreicht. So wurde das Finalfeld mit den drei nächstbesten Sportlerinnen beider Gruppen (hellgrün unterlegt) auf zwölf Wettbewerberinnen aufgefüllt. Für die Teilnahme waren schließlich 18,16 m zu erbringen. In die Wertung im Finale kamen aufgrund der dopingbedingten Disqualifikationen letztendlich allerdings nur zehn Athletinnen.

### Gruppe A

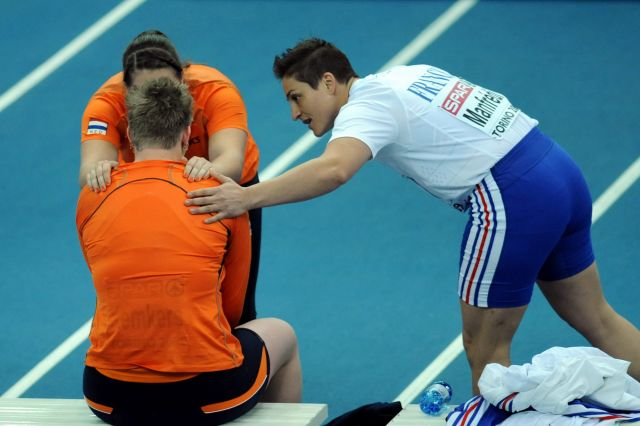
Laurence Manfredi (rechts) – ausgeschieden mit 17,78 m

| Platz | Name                 | Nation              | 1. Versuch | 2. Versuch | 3. Versuch | Weite | Anmerkung                 |
| ----- | -------------------- | ------------------- | ---------- | ---------- | ---------- | ----- | ------------------------- |
| 1     | Yumileidi Cumbá      | Kuba                | 19,10      | –          | –          | 19,10 |                           |
| 2     | Valerie Adams        | Neuseeland          | 18,79      | –          | –          | 18,79 |                           |
| 3     | Nadine Kleinert      | Deutschland         | 18,65      | –          | –          | 18,65 |                           |
| 4     | Krystyna Zabawska    | Polen               | 18,05      | 18,61      | –          | 18,61 |                           |
| 5     | Natallja Charaneka   | Belarus             | 17,70      | 18,52      | –          | 18,52 |                           |
| 6     | Misleydis González   | Kuba                | 18,33      | x          | 18,15      | 18,33 |                           |
| 7     | Laurence Manfredi    | Frankreich          | 17,78      | 17,05      | 17,20      | 17,78 |                           |
| 8     | Elisângela Adriano   | Brasilien           | 17,31      | 17,07      | 17,44      | 17,44 |                           |
| 9     | Zhang Xiaoyu         | Volksrepublik China | 17,03      | 17,22      | 16,21      | 17,22 |                           |
| 10    | Li Fengfeng          | Volksrepublik China | 16,80      | 16,36      | 16,90      | 16,90 |                           |
| 11    | Zhang Guirong        | Singapur            | 16,58      | 16,51      | x          | 16,58 |                           |
| 12    | Laura Gerraughty     | USA                 | 15,97      | x          | 16,47      | 16,47 |                           |
| 13    | Kimberly Barrett     | Jamaika             | 15,80      | 16,45      | 16,09      | 16,45 |                           |
| 14    | Lee Mi-young         | Südkorea            | 15,76      | 16,35      | x          | 16,35 |                           |
| 15    | Filiz Kadoğan        | Türkei              | 15,20      | 14,73      | x          | 15,20 |                           |
| 16    | Mariam Kewchischwili | Georgien            | 14,10      | 15,02      | 15,06      | 15,06 |                           |
| 17    | Iolanta Uljewa       | Kasachstan          | 14,48      | 14,55      | 14,88      | 14,88 |                           |
| DOP   | Irina Korschanenko   | Russland            | 19,43      | –          | –          | 19,43 | für das Finale zugelassen |
| DOP   | Olga Shukina         | Usbekistan          | 14,19      | 14,33      | 14,44      | 14,44 |                           |

### Gruppe B
| Platz | Name                | Nation                  | 1. Versuch | 2. Versuch | 3. Versuch | Weite | Anmerkung                                                                  |
| ----- | ------------------- | ----------------------- | ---------- | ---------- | ---------- | ----- | -------------------------------------------------------------------------- |
| 1     | Nadseja Astaptschuk | Belarus                 | 19,69      | –          | –          | 19,69 |                                                                            |
| 2     | Cleopatra Borel     | Trinidad und Tobago     | 18,90      | –          | –          | 18,90 | NR                                                                         |
| 3     | Lieja Tunks         | Niederlande             | 18,38      | x          | 18,33      | 18,38 |                                                                            |
| 4     | Li Meiju            | Volksrepublik China     | 18,16      | 18,01      | 18,13      | 18,16 |                                                                            |
| 5     | Kalliopi Ouzouni    | Griechenland            | 18,03      | 17,87      | x          | 18,03 | Diese beiden Kugelstoßerinnen wären eigentlich für das Finale qualifiziert |
| 6     | Olga Rjabinkina     | Russland                | 18,00      | x          | 17,99      | 18,00 | Diese beiden Kugelstoßerinnen wären eigentlich für das Finale qualifiziert |
| 7     | Fior Vásquez        | Dominikanische Republik | 16,00      | 17,99      | 17,08      | 17,99 |                                                                            |
| 8     | Astrid Kumbernuss   | Deutschland             | 17,89      | 17,52      | 17,86      | 17,89 |                                                                            |
| 9     | Irini Terzoglou     | Griechenland            | 17,34      | x          | –          | 17,34 |                                                                            |
| 10    | Oksana Zakharchuk   | Ukraine                 | 17,19      | 17,28      | x          | 17,28 |                                                                            |
| 11    | Kristin Heaston     | USA                     | 16,41      | x          | 17,17      | 17,17 |                                                                            |
| 12    | Nadine Beckel       | Deutschland             | 17,11      | 17,03      | x          | 17,11 |                                                                            |
| 13    | Juttaporn Krasaeyan | Thailand                | 16,45      | 16,49      | 16,22      | 16,49 |                                                                            |
| 14    | Irache Quintanal    | Spanien                 | 15,27      | 15,99      | 15,52      | 15,99 |                                                                            |
| 15    | Anelija Kumanowa    | Bulgarien               | 15,49      | 15,91      | 15,50      | 15,91 |                                                                            |
| 16    | Chinatsu Mori       | Japan                   | 15,86      | 14,59      | x          | 15,86 |                                                                            |
| 17    | ʻAna Poʻuhila       | Tonga                   | 14,16      | 15,33      | 15,08      | 15,33 |                                                                            |
| 18    | Éva Kürti           | Ungarn                  | 14,60      | x          | x          | 14,60 |                                                                            |
| DOP   | Swetlana Kriweljowa | Russland                | 18,45      | 17,89      | 18,57      | 18,57 | für das Finale zugelassen                                                  |

## Finale
18. August 2004, 16:00 Uhr
| Platz                                                                                 | Name                | Nation              | 1. Versuch | 2. Versuch | 3. Versuch | 4. Versuch                                    | 5. Versuch                                    | 6. Versuch                                    | Endresultat |
| ------------------------------------------------------------------------------------- | ------------------- | ------------------- | ---------- | ---------- | ---------- | --------------------------------------------- | --------------------------------------------- | --------------------------------------------- | ----------- |
| 1                                                                                     | Yumileidi Cumbá     | Kuba                | x          | 18,39      | 18,74      | x                                             | x                                             | 19,59                                         | 19,59       |
| 2                                                                                     | Nadine Kleinert     | Deutschland         | 18,77      | 19,55      | 19,17      | 18,55                                         | x                                             | x                                             | 19,55       |
| Eine Bronzemedaille wurde nach den dopingbedingten Disqualifikationen nicht vergeben. |                     |                     |            |            |            |                                               |                                               |                                               |             |
| 4                                                                                     | Nadseja Astaptschuk | Belarus             | 18,25      | x          | 19,01      | x                                             | x                                             | x                                             | 19,01       |
| 5                                                                                     | Natallja Charaneka  | Belarus             | 18,82      | 18,09      | 18,87      | 17,80                                         | 18,59                                         | 18,96                                         | 18,96       |
| 6                                                                                     | Krystyna Zabawska   | Polen               | x          | 17,97      | 18,64      | x                                             | 18,60                                         | x                                             | 18,64       |
| 7                                                                                     | Misleydis González  | Kuba                | 17,33      | 18,25      | 18,59      | 18,52                                         | x                                             | x                                             | 18,59       |
|                                                                                       |                     |                     |            |            |            |                                               |                                               |                                               |             |
| 8                                                                                     | Valerie Adams       | Neuseeland          | 18,56      | x          | 17,93      | eigentlich zu drei weiteren Stößen berechtigt | eigentlich zu drei weiteren Stößen berechtigt | eigentlich zu drei weiteren Stößen berechtigt | 18,56       |
| 9                                                                                     | Li Meiju            | Volksrepublik China | 17,82      | 17,61      | 18,37      | eigentlich zu drei weiteren Stößen berechtigt | eigentlich zu drei weiteren Stößen berechtigt | eigentlich zu drei weiteren Stößen berechtigt | 18,37       |
| 10                                                                                    | Cleopatra Borel     | Trinidad und Tobago | 17,37      | 18,28      | 18,35      | nicht im Finale der besten acht Athletinnen   | nicht im Finale der besten acht Athletinnen   | nicht im Finale der besten acht Athletinnen   | 18,35       |
| 11                                                                                    | Lieja Tunks         | Niederlande         | x          | 18,13      | 18,14      | nicht im Finale der besten acht Athletinnen   | nicht im Finale der besten acht Athletinnen   | nicht im Finale der besten acht Athletinnen   | 18,14       |
| DOP                                                                                   | Irina Korschanenko  | Russland            | 20,41      | 20,70      | 21,06      | 20,04                                         | x                                             | x                                             | 21,06       |
| DOP                                                                                   | Swetlana Kriweljowa | Russland            | 18,55      | 19,49      | 19,29      | 19,15                                         | 19,20                                         | 18,44                                         | 19,49       |

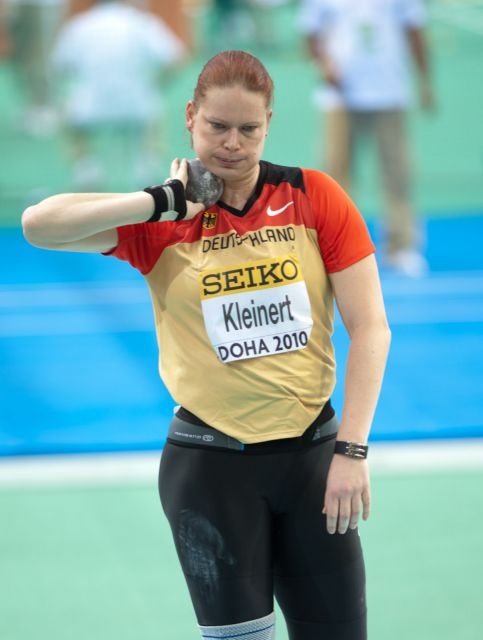
Silbermedaillengewinnerin Nadine Kleinert

Für das Finale hatten sich ursprünglich zwölf Athletinnen qualifiziert, neun von ihnen über die Qualifikationsweite, weitere drei über ihre Platzierungen. Vertreten waren zwei Russinnen – später beide disqualifiziert, zwei Kubanerinnen und zwei Belarussinnen sowie je eine Teilnehmerin aus China, Deutschland, Neuseeland, den Niederlanden, Polen und Trinidad und Tobago.
Vier der für diesen Wettkampf favorisierten Athletinnen kamen dopingbedingt hinterher nicht in die Wertung (Irina Korschanenko / Swetlana Kriweljowa) oder durften wie die gesperrten Wita Pawlysch aus der Ukraine oder Janina Karoltschyk aus Belarus gar nicht erst antreten. Das Kugelstoßen der Frauen war vor allem in den osteuropäischen Ländern Russland, Belarus und der Ukraine in einen tiefen Dopingsumpf geraten. Die Bronzemedaille wurde vom IOC nach den drei nachträglichen Disqualifikationen nicht mehr neu vergeben.
Aus dem Kreis der Kugelstoßerinnen mit guten Aussichten blieben die später ebenfalls als Dopingsünderin ertappte Belarussin Nadseja Astaptschuk, was für den Wettkampf hier on Athen ohne Ausirkungen blieb, die panamerikanische Meisterin Yumileidi Cumbá aus Kuba und die deutsche Vizeweltmeisterin von 2001 Nadine Kleinert übrig. Ebenfalls noch einmal mit dabei war die Olympiasiegerin von 1996 Astrid Kumbernuss aus Deutschland, die jedoch bei Weitem nicht mehr die Form ihrer Erfolgsjahre hatte und so in der Qualifikation ausschied.
Das Finale verlief wegen der nachträglichen Disqualifikationen ganz anders als in der späteren tatsächlichen Endwertung. In Durchgang eins übernahm Irina Korschanenko mit 20,41 m die Führung, die sie in den Durchgängen zwei (20,70 m) und drei (21,06 m) weiter ausbaute. Zweite war mit 18,82 m zunächst Natallja Charaneka. Die Abstände dahinter waren sehr eng. In Runde zwei steigerte sich Nadine Kleinert auf ihre hier beste Weite von 19,55 m und lag damit auf dem Silberrang. Swetlana Kriweljowa steigerte sich mit 19,49 m auf Rang drei. Die 19-Meter-Marke wurde anschließend von zwei weiteren Athletinnen übertroffen: Yumileidi Cumbá gelangen mit ihrem letzten Stoß 19,59 m. Sie musste am Ende des Wettbewerbs von einer gewonnenen Silbermedaille ausgehen. Nadseja Astaptschuk erreichte in Durchgang drei 19,01 m, womit sie nach Wettkampfabschluss Fünfte war.
Bedingt durch die dopingbedingten Disqualifikationen von Korschanenko und Kriweljowa verschoben sich die Platzierungen später noch einmal deutlich. Yumileidi Cumbá wurde Olympiasiegerin, vier Zentimeter dahinter errang Nadine Kleinert Silber. Nachdem die Bronzemedaille nicht neu vergeben wurde, kam Nadseja Astaptschuk auf den vierten Platz vor Natallja Charaneka und der Polin Krystyna Zabawska.

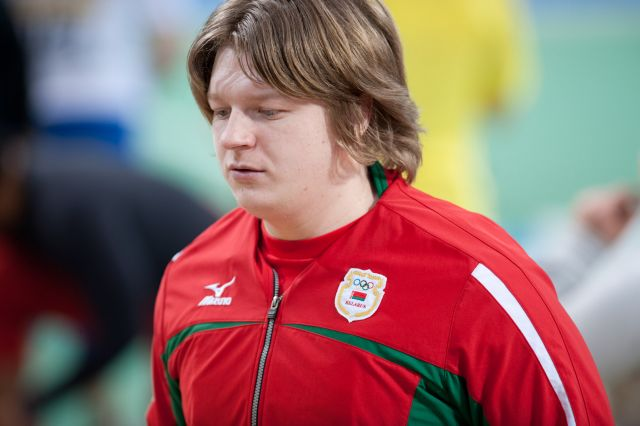
Rang vier für Nadseja Astaptschuk
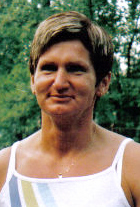
Krystyna Zabawska erreichte Platz sechs
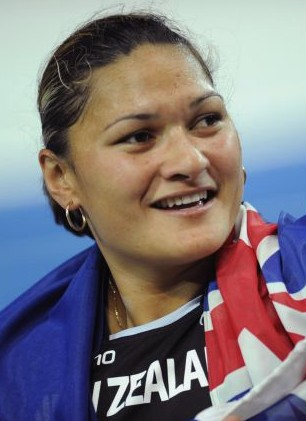
Die Olympiaachte Valerie Adams
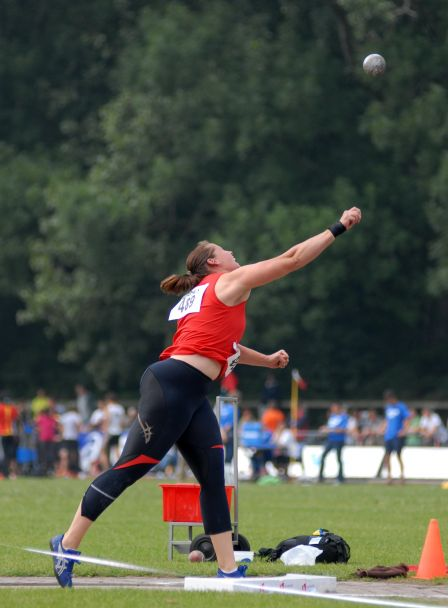
Lieja Tunks belegte Rang acht

## Videolinks
- 2004 Athens Olympics- Women's Shot Put Final part 1, youtube.com, abgerufen am 27. Februar 2022
- 2004 Athens Olympics- Women's Shot Put Final part 2, youtube.com, abgerufen am 27. Februar 2022